# Héctor Elizondo
Héctor Elizondo (New York, 22 december 1936) is een Amerikaans acteur van Puertoricaans-Baskische afkomst.
Elizondo maakte in 1963 zijn film- en acteerdebuut in The Fat Black Pussycat. Sindsdien speelde hij in ongeveer 50 bioscoop- en 25 televisiefilms. Daarnaast had Elizondo vaste rollen in meer dan vijftien televisieseries. De meest omvangrijke was die van Dr. Phillip Watters in 141 afleveringen (1994-2000) van Chicago Hope, waarvoor hij in 1997 een Emmy Award kreeg. Eerder al in 1991 was hij genomineerd voor een Golden Globe voor zijn bijrol in Pretty Woman. In 1970 kreeg hij een Obie Award (voor Off-Broadway-producties) voor het spelen van God (in de gedaante van een Puertoricaanse concierge) in het toneelstuk Steambath van Bruce Jay Friedman.
Elizondo was een van de favoriete acteurs van regisseur Garry Marshall. Hij speelde daardoor in diens films The Flamingo Kid, Nothing in Common, Overboard, Beaches, Pretty Woman, Frankie and Johnny, Exit to Eden, Dear God, The Other Sister, Runaway Bride, The Princess Diaries, Raising Helen, The Princess Diaries 2: Royal Engagement en Georgia Rule.
Elizondo trouwde in 1969 met zijn derde echtgenote Carolee Campbell. Hij is de vader van Rodd Elizondo uit een eerder huwelijk.

## Filmografie
*Exclusief 20+ televisiefilms
| - Music (2021) - The Lego Batman Movie (2017) - New Year's Eve (2011) - Valentine's Day (2010) - Superman/Batman: Public Enemies (2009, stem) - Love in the Time of Cholera (2007) - Georgia Rule (2007) - Music Within (2007) - The Celestine Prophecy (2006) - I-See-You.Com (2006) - The Princess Diaries 2: Royal Engagement (2004) - Raising Helen (2004) - Batman: Mystery of the Batwoman (2003, stem) - How High (2001) - The Princess Diaries (2001) - Tortilla Soup (2001) - Runaway Bride (1999) - Entropy (1999) - The Other Sister (1999) - Safe House (1998) - Turbulence (1997) - Dear God (1996) - Perfect Alibi (1995) - Exit to Eden (1994) - Getting Even with Dad (1994) - Beverly Hills Cop III (1994) - Backstreet Justice (1994) - Being Human (1993) - Samantha (1992) - There Goes the Neighborhood (1992) | - Frankie and Johnny (1991) - Necessary Roughness (1991) - Chains of Gold (1991) - Final Approach (1991) - Taking Care of Business (1990) - Pretty Woman (1990) - Leviathan (1989) - Beaches (1988) - Astronomy (1988) - Overboard (1987) - Nothing in Common (1986) - Private Resort (1985) - The Flamingo Kid (1984) - Young Doctors in Love (1982) - The Fan (1981) - American Gigolo (1980) - Cuba (1979) - Thieves (1977) - Diary of the Dead (1976) - Report to the Commissioner (1975) - The Taking of Pelham One Two Three (1974) - Stand Up and Be Counted (1972) - Pocket Money (1972) - Deadhead Miles (1972) - Born to Win (1971) - Valdez Is Coming (1971) - The Landlord (1970) - The Vixens (1969) - The Fat Black Pussycat (1963) |

## Televisieseries
*Exclusief eenmalige gastrollen
- Last Man Standing - Ed Alzate (2011-2021)
- Grey's Anatomy - Mr. Torres (2007-2013, vijf afleveringen)
- Monk - Dr. Neven Bell (2008-2009, elf afleveringen)
- Cane - Pancho Duque (2007, dertien afleveringen)
- Justice League - Lt. Kragger (2004-2006, vijf afleveringen)
- Century City - Martin Constable (2004, negen afleveringen)
- Miracles - Father 'Poppi' Calero (2003, vier afleveringen)
- Street Time - Fariz Hammoud (2002-2003, vier afleveringen)
- Kate Brasher - Joe Almeida (2001, zes afleveringen)
- Chicago Hope - Dr. Phillip Watters (1994-2000, 141 afleveringen)
- The Pirates of Dark Water - Ioz (1991-1993, 21 afleveringen)
- Fish Police - Calamari (1992, zes afleveringen)
- Foley Square - D.A. Jesse Steinberg (1985-1986, veertien afleveringen)
- a.k.a. Pablo - Jose Sanchez (1984, drie afleveringen)
- Casablanca - Captain Louis Renault (1983, vijf afleveringen)
- Freebie and the Bean - Det. Sgt. Dan 'Bean' Delgado (1980-1981, zeven afleveringen)
- Popi - Abraham Rodriguez (1975-1976, elf afleveringen)

- Biblioteca Nacional de España: XX1109343
- Bibliothèque nationale de France: cb13945711r (data)
- Gemeinsame Normdatei: 141607629
- International Standard Name Identifier: 0000 0001 1462 2562
- Library of Congress Control Number: n84156274
- MusicBrainz: 0e1c6690-5f3a-44b2-9efe-fc516a329247
- Nationale Bibliotheek van Tsjechië: xx0053329
- Nationale Bibliotheek van Israël: 987007330147505171
- Nationale Bibliotheek van Polen: a0000001989865
- Système universitaire de documentation: 060577150
- Virtual International Authority File: 85643944
- WorldCat: E39PBJw4HkrcVQtPxrvBdBCRKd